# حج ناتمام
حج ناتمام اشاره دارد به اقدام حسین بن علی در ناتمام گذاردن مناسک حج و بیرون رفتن از مکه پیش از واقعه کربلا.
حسین بن علی به خاطر ناامنی مکه برای ایشان و اینکه مطلع شد نیروهای یزید در صدد قتل او در مکه هستند، تصمیم گرفت حج را به عمره مفرده تبدیل کند. احرام بست و طواف و سعی و تقصیر انجام داد و از احرام بیرون آمد، چون نمی‌توانست حج را به پایان برد. ایشان بیم آن داشت در مکه او را گرفته، به سوی یزید ببرند، یا غافلگیرانه ترور کنند. این از نظر فقهی نیز بی اشکال است. در حدیث آمده است که حسین بن علی روز ترویه در حالی که در عمره بود، به سوی عراق بیرون شد: «ان الحسین بن علی خرج یوم‌الترویة الی العراق و کان معتمرا».
کار ایشان هم جنبه حفظ قداست حرم الهی را داشت و هم نمی‌خواست در ایام حج و در بیت‌الله الحرام خونش ریخته شود، و هم با بیرون شدن از مکه، در روزی که همه از هر سو به مکه آمده‌اند و عازم عرفاتند و به این صورت، خبر خروج اعتراض‌آمیز وی بر ضد حکومت، توسط حاجیانی که از همه جا آمده‌اند و اینکه ایشان، در مکه هم امنیت و مصونیت ندارد، همه جا پخش می‌شد و این نوعی مبارزه تبلیغاتی بر ضد یزید بود.

## منبع
- کتابخانه حوزه بایگانی‌شده  در ۹ فوریه ۲۰۱۴ توسط Wayback Machine